# Цмелюв
Цьме́люв (пол. Ćmielów) — місто в південно-західній Польщі, на річці Каменна.
Належить до Островецького повіту Свентокшиського воєводства.

## Демографія
Демографічна структура станом на 31 березня 2011 року:
|          | Загалом | Допрацездатний вік | Працездатний вік | Постпрацездатний вік |
| -------- | ------- | ------------------ | ---------------- | -------------------- |
| Чоловіки | 1536    | 307                | 1065             | 164                  |
| Жінки    | 1702    | 293                | 947              | 462                  |
| Разом    | 3238    | 600                | 2012             | 626                  |